# Gymnadenia
Gymnadenia é um género botânico pertencente à família das orquídeas (Orchidaceae).
Elas podem ser encontradas em locais úmidos várzeas, pântanos e pântanos, calcário, muitas vezes em regiões de grande altitude da Europa e Ásia até no Himalaia .

## Espécies
1. Gymnadenia archiducis-joannis (Teppner & E.Klein) Teppner & E.Klein, Phyton (Horn) 38: 222 (1998).
2. Gymnadenia austriaca (Teppner & E.Klein) P.Delforge, Naturalistes Belges 79: 254 (1998).
3. Gymnadenia bicornis Tang & K.Y.Lang, Acta Phytotax. Sin. 16(4): 126 (1978).
4. Gymnadenia borealis (Druce) R.M.Bateman, Pridgeon & M.W.Chase, Lindleyana 12: 130 (1997).
5. Gymnadenia buschmanniae (Teppner & Ster) Teppner & E.Klein, Phyton (Horn) 38: 222 (1998).
6. Gymnadenia carpatica (Zapal.) Teppner & E.Klein, Phyton (Horn) 38: 221 (1998).
7. Gymnadenia conopsea (L.) R.Br. in W.T.Aiton, Hortus Kew. 5: 191 (1813).
8. Gymnadenia corneliana (Beauverd) Teppner & E.Klein, Phyton (Horn) 38: 221 (1998).
9. Gymnadenia crassinervis Finet, Rev. Gén. Bot. 13: 514 (1902).
10. Gymnadenia dolomitensis Teppner & E.Klein, Phyton (Horn) 38: 233 (1998).
11. Gymnadenia emeiensis K.Y.Lang, Acta Phytotax. Sin. 20: 182 (1982).
12. Gymnadenia frivaldii Hampe ex Griseb., Spic. Fl. Rumel. 2: 363 (1846).
13. Gymnadenia gabasiana (Teppner & E.Klein) Teppner & E.Klein, Phyton (Horn) 38: 221 (1998).
14. Gymnadenia lithopolitanica (Ravnik) Teppner & E.Klein, Phyton (Horn) 38: 221 (1998).
15. Gymnadenia micro Gymnadenia (Kraenzl.) Schltr., Repert. Spec. Nov. Regni Veg. 16: 282 (1919).
16. Gymnadenia nigra (L.) Rchb.f., Bonplandia (Hannover) 4: 321 (1856).
17. Gymnadenia odoratissima (L.) Rich., De Orchid. Eur.: 35 (1817).
18. Gymnadenia orchidis Lindl., Gen. Sp. Orchid. Pl.: 278 (1835).
19. Gymnadenia rhellicani (Teppner & E.Klein) Teppner & E.Klein, Phyton (Horn) 38: 221 (1998).
20. Gymnadenia rubra Wettst., Ber. Deutsch. Bot. Ges. 7: 312 (1889).
21. Gymnadenia stiriaca (Rech.) Teppner & E.Klein, Phyton (Horn) 38: 222 (1998).
22. Gymnadenia taquetii Schltr., Repert. Spec. Nov. Regni Veg. 16: 281 (1919).
23. Gymnadenia widderi (Teppner & E.Klein) Teppner & E.Klein, Phyton (Horn) 38: 222 (1998).